# Stomacontion pungapunga
Stomacontion pungapunga är en kräftdjursart. Stomacontion pungapunga ingår i släktet Stomacontion och familjen Lysianassidae. Inga underarter finns listade i Catalogue of Life.